# 納爾維克戰役

纳尔维克战役（英語：Battle of Narvik），是1940年4月9日至6月8日，挪威战役期间，德军和同盟国军队在挪威北部的纳尔维克周围以及奥福特峡湾海域进行的战役。
纳尔维克是北大西洋沿岸的不冻港，对于德国维持从瑞典进口铁矿的航路具有重要战略意义。1940年4月9日，在10艘驱逐舰的掩护下，德军登陆并迅速攻占纳尔维克；但在10日至13日的两次海战中，德军水面舰艇全灭。4月中旬同盟国陆军登陆后，经过一个月的拉锯战，德军放弃纳尔维克撤退，但主力尚存。由于法国战役的爆发，同盟国军队于6月初撤离纳尔维克，纳尔维克重新落入德军手中。
6月8日，德军战列舰击沉“光荣”号航空母舰，标志着纳尔维克战役正式结束。